# 豊田地域看護専門学校
豊田地域看護専門学校（とよたちいきかんごせんもんがっこう）は、愛知県豊田市西山町3丁目30番地1にある専門学校。

## 概要
設置者は豊田地域医療センターであり、看護専門学校の施設は地域医療センターに隣接している。3年課程であり、1学年の定員は40人。社会人入学の制度もある。

## 歴史
1970年（昭和45年）4月、同年まで豊田市立図書館が使用していた建物（現在の豊田市近代の産業とくらし発見館）を利用し、豊田市喜多町に豊田加茂医師会准看護婦学校として開校した。その後、1975年（昭和50年）3月には豊田加茂医師会の会館が新築され、豊田市西山町に移転した。1978年（昭和53年）4月には設置者が豊田加茂医師会から豊田地域医療センターに移行し、豊田地域医療センター附属准看護婦学校に改称した。1980年（昭和55年）4月には准看護婦学校とは別の組織として豊田地域看護専門学校（医療専門課程看護科）が開校。1984年（昭和59年）4月には准看護婦学校と看護専門学校が統合され、豊田地域看護専門学校（医療高等課程准看護科・医療専門課程看護科）が開校した。2003年（平成15年）4月には豊田市西山町の現在地に新校舎が完成して移転した。

## 実習・就職
豊田地域医療センター、豊田厚生病院、トヨタ記念病院などを中心として実習を行っているが、藤田医科大学病院など外部の病院で実習を行う場合もある。豊田地域医療センターなどに大半が就職するが、外部の実習先の病院に就職する場合もある。

## アクセス
- 愛知環状鉄道・愛知環状鉄道線 愛環梅坪駅から徒歩で約15分。